# Rue de Vouillé
La rue de Vouillé est une rue située dans le quartier Saint-Lambert du 15e arrondissement de Paris.

## Situation et accès
Cette voie débute place Charles-Vallin, prolongeant la rue de la Convention, pour rejoindre la rue d'Alésia. À son extrémité orientale, elle est franchie par plusieurs ponts SNCF, dont le dernier marque la séparation entre cette rue et la rue d'Alésia qui la prolonge. Cette séparation délimite également le 15e arrondissement du 14e.

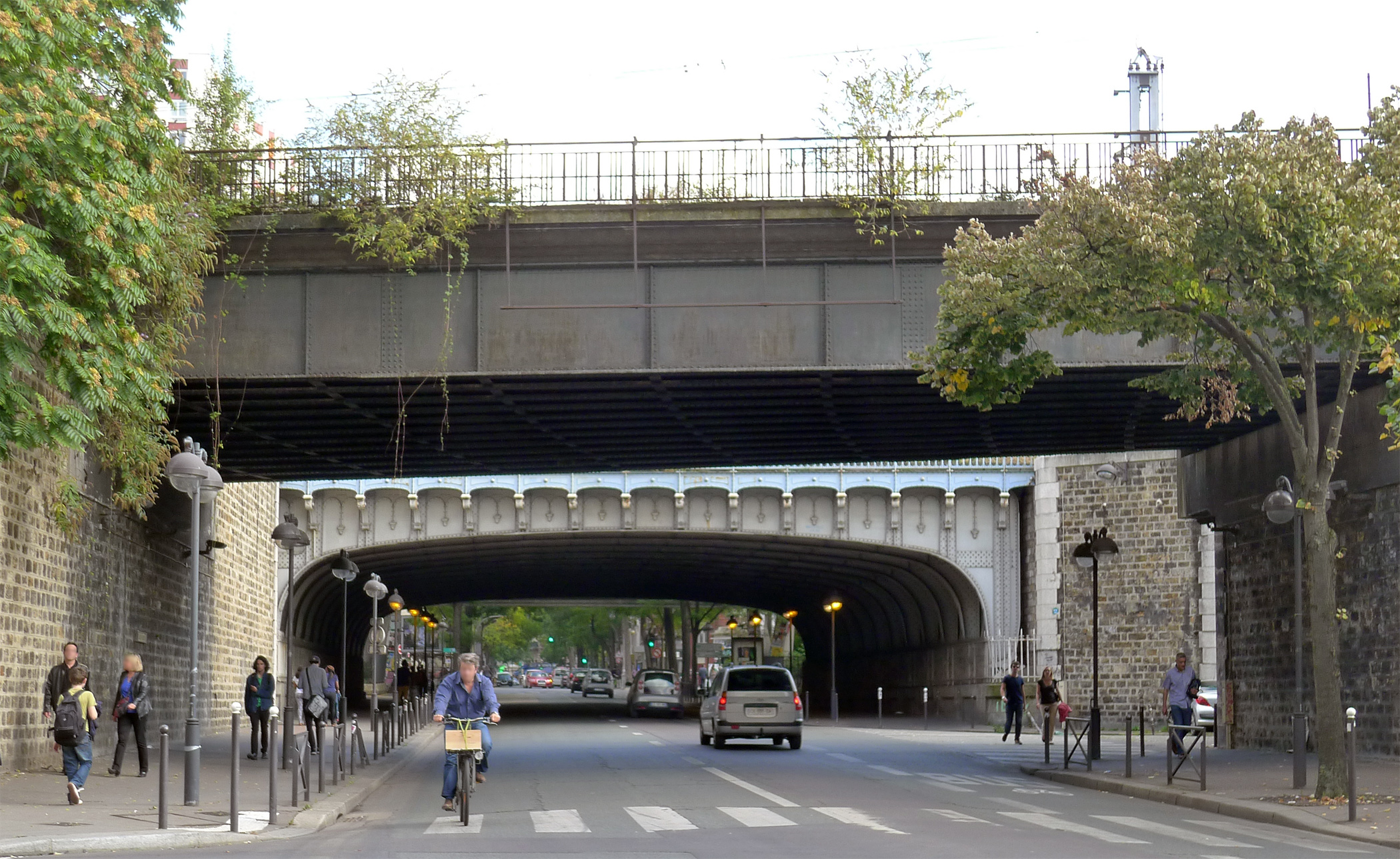
Les ponts.
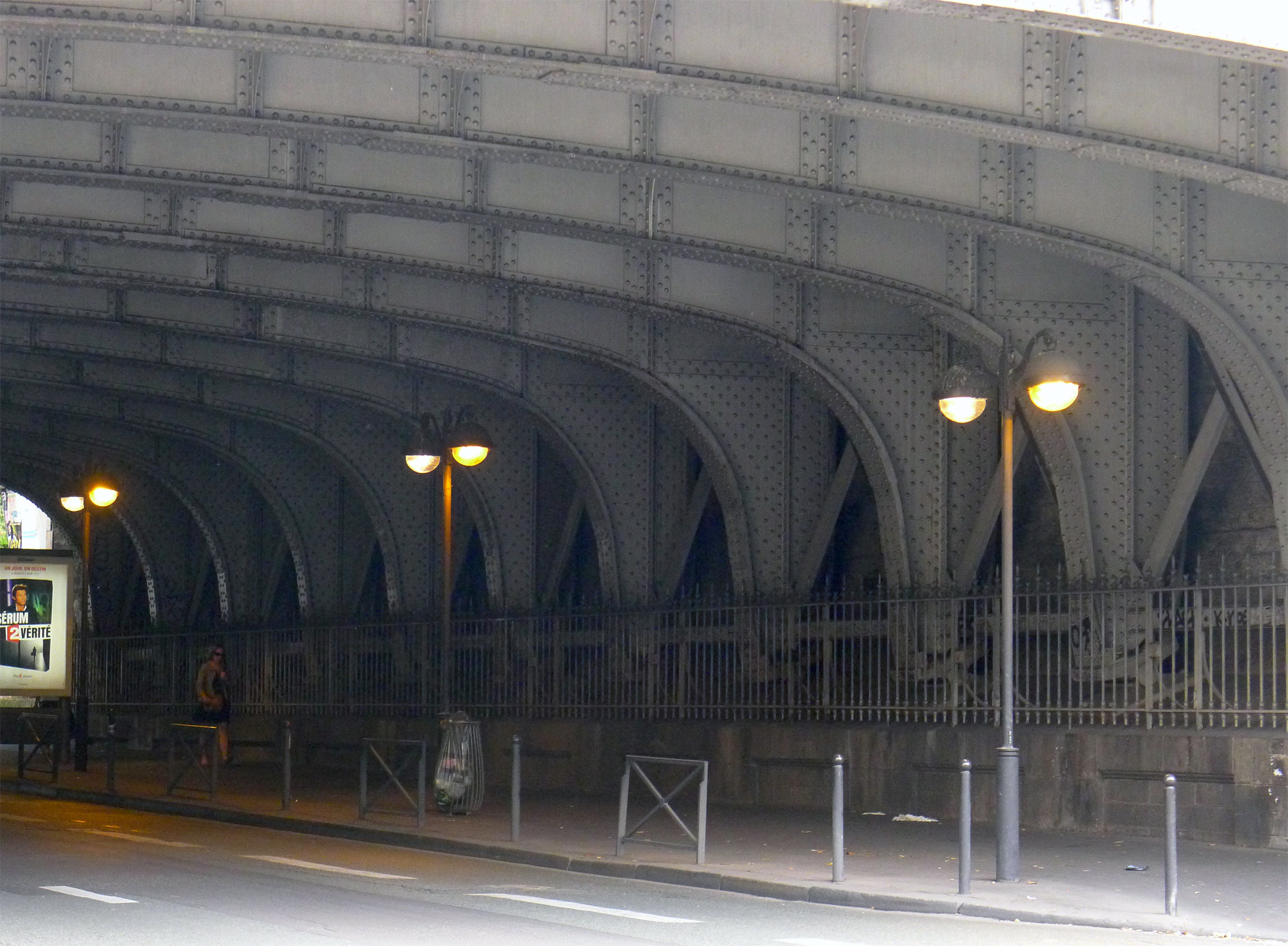
Détail.

## Origine du nom
Elle tient son nom de la bataille de Vouillé, qui vit la victoire de Clovis sur les Wisigoths en l'an 507.

## Historique
Cette voie de l'ancienne commune de Vaugirard est présente sur le plan de Roussel de 1730 sous le nom de « chemin des Bœufs ».
En 1837, ce chemin est incorporé dans le chemin vicinal de Montrouge à Passy puis transformé en route départementale en 1851. Rattachée à la voirie de Paris en 1863, cette voie prend le nom de « rue Haute-du-Transit » avant de prendre sa dénomination actuelle le 10 août 1868 :
Décret du 10 août 1868
« Napoléon, etc., 

Sur le rapport de notre ministre secrétaire d’État au département de l'Intérieur,
vu l'ordonnance du 10 juillet 1816 ;
vu les propositions de M. le préfet de la Seine ;
avons décrété et décrétons ce qui suit :
Article 11. — La voie nouvelle, ouverte aux abords d'un marché entre les rues du Commerce et Croix-Nivert, prendra le nom de rue Gasparin ;
les deux voies ouvertes aux abords du nouveau marché du 15e arrondissement seront dénommées ainsi qu'il suit :
la première, située entre le passage Bargue et la rue de la Procession, recevra le nom de rue Tessier ;
la deuxième, située entre la précédente et la rue La Quintinie, celui de rue Bella ;
la partie de la rue Haute-du-Transit comprise entre la rue Dombasle et le chemin de fer de l'Ouest, prendra le nom de rue de Vouillé ;
etc.
Article 17. — Notre ministre secrétaire d'État au département de l'Intérieur est chargé de l'exécution du présent décret.
Fait au palais de Fontainebleau, le 10 août 1868. »
Par décret du 14 janvier 1888, elle est prolongée entre le carrefour formé par les rues Dombasle et de l'Abbé-Groult et le quai de Javel :
« Le président de la République française,
Sur le rapport du ministre de l'Intérieur ;
vu la délibération du Conseil municipal de Paris, en date du 30 juillet 1887 ;
le plan des lieux et le procès-verbal de l'enquête ;
l'avis du ministre de l'Instruction publique, des Cultes et des Beaux-Arts, en date du 22 septembre 1887 ; les propositions du préfet de la Seine et les autres pièces de l'affaire ; les lois des 16 septembre 1807 et 3 mai 1841 ;
le décret du 26 mars 1852 ;
l'ordonnance du 23 août 1835 et le décret du 14 juin 1876 ;
la section de l'intérieur du Conseil d'État entendue ;
 décrète : 
- Article 1 : est déclaré d'utilité publique, dans le quinzième arrondissement de Paris, le prolongement de la rue Vouillé entre le carrefour formé par les rues Dombasle et de l'Abbé-Groult et le quai de Javel, suivant les alignements figurés par des lisérés bleus sur le plan ci-annexé, et conformément aux cotes de nivellement indiquées par les chiffres inscrits en rouge sur le même plan.
 En conséquence, le préfet de la Seine, agissant au nom de la ville de Paris, est autorisé à acquérir, soit à l'amiable, soit, s'il y a lieu, par voie d'expropriation :
  - 1° en vertu de la loi du 3 mai 1841, les immeubles et portions d'immeubles compris dans les alignements de la nouvelle voie et indiqués par des teintes jaune, rouge et verte ;
  - 2° par application de l'article 2 du décret du 26 mars 1852, les portions d'immeubles situées en dehors des alignements, également indiquées par des teintes jaune, rouge et verte, et portant sur le plan les nos 1, 6, 7, 9, 10, 11, 12, 13, 14, 15, 16, 17, 19, 20, 21, 24, 25, 26, 28, 29 bis, 30, 31, 33, 35, 45, 46, 49, 50, 51, 52, 56, 65, 66, 67, 68, 69, 70, 72, 77, 78, 81, 83, 85, 88, 89 et 90.

- Article 2 : le ministre de l'Intérieur est chargé de l'exécution du présent décret.
Fait à Paris, le 14 janvier 1888.
Signé : Carnot. »

Par arrêté du 26 décembre 1893, cette partie est détachée pour former la rue de la Convention.

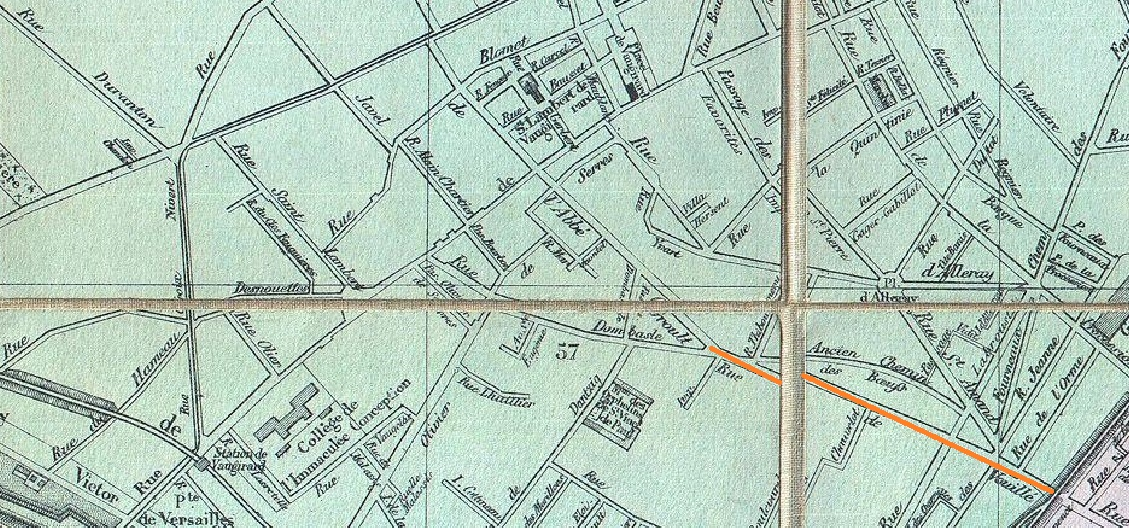
La rue de Vouillé en 1882.
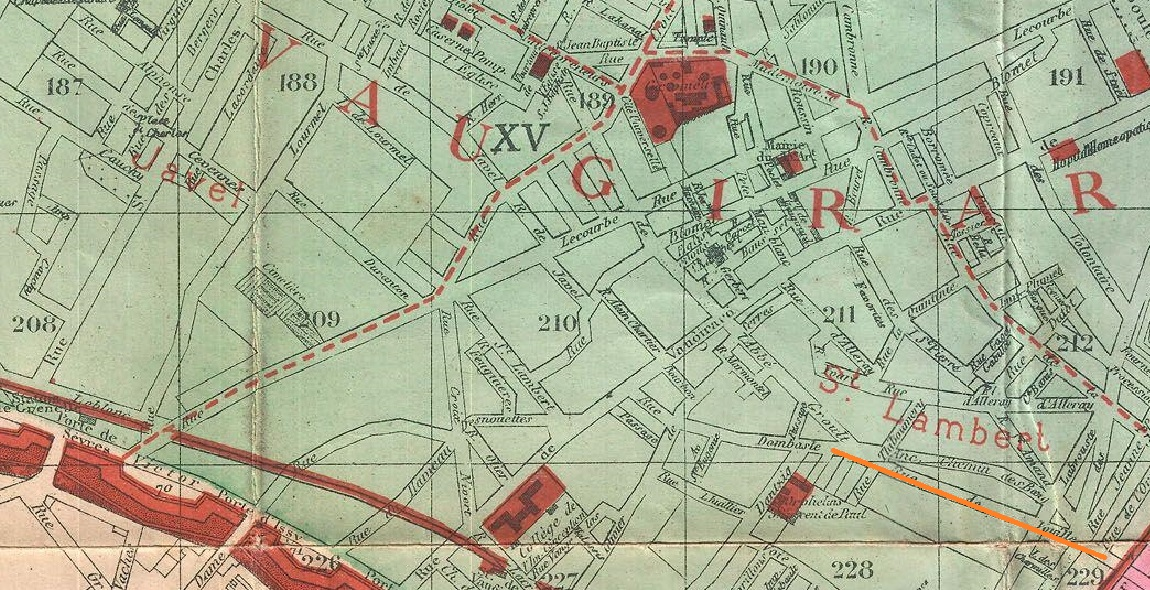
La rue de Vouillé en 1889.
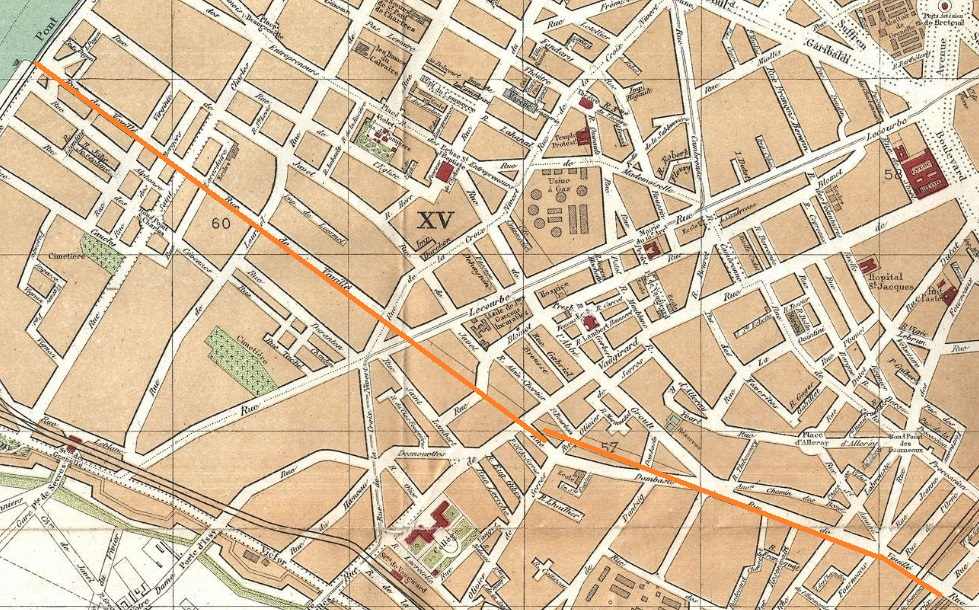
La rue de Vouillé en 1892.

## Bâtiments remarquables et lieux de mémoire
- No 8 : école des Saints Anges, établissement catholique privé sous contrat qui ferme en 2022[4].
- No 45 et 45bis : immeuble de 1905 (architectes Louis Merlaud et Gustave Poirier)[5]. Cet immeuble communique avec le n°46 rue Labrouste.
- No 59 : porte art nouveau d'un immeuble de 1913.

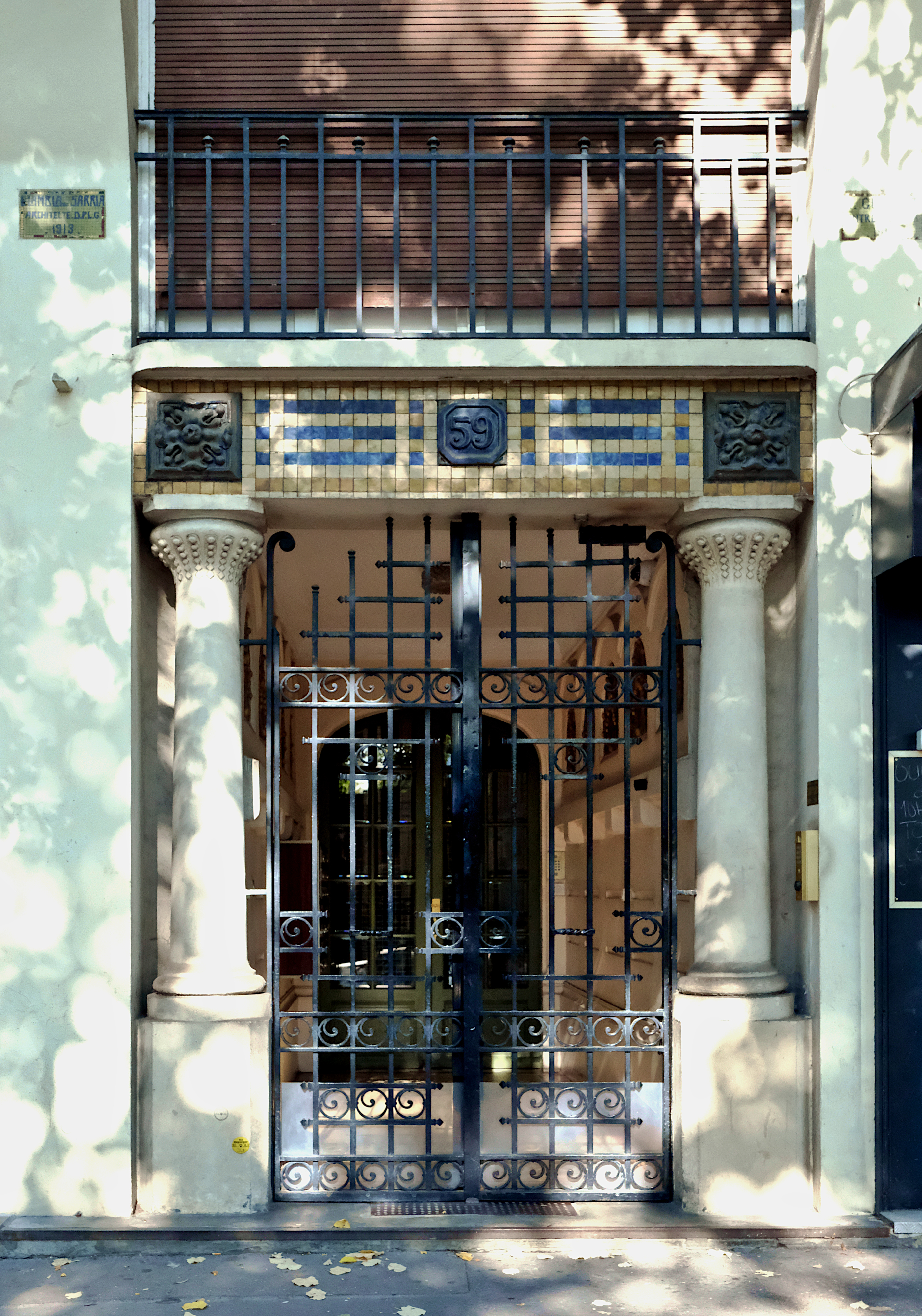
No 59 : immeuble art nouveau.
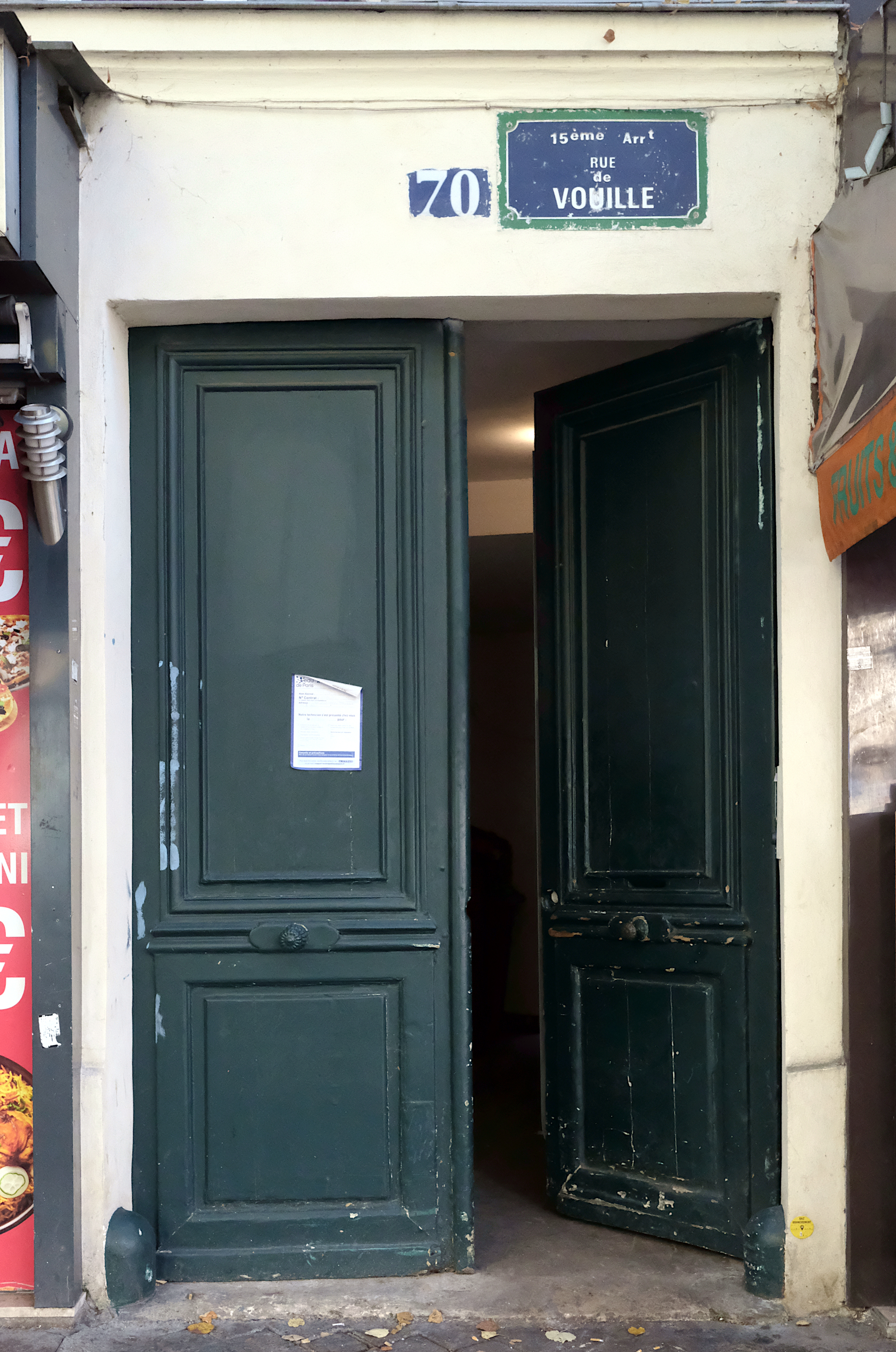
No 70 : ancienne plaque.